# Maria Martinez
Maria Montoya Martinez (sinh năm 1887, tại San Ildefonso Pueblo, New Mexico - mất ngày 20 tháng 7 năm 1980 tại San Ildefonso Pueblo) là một nghệ sĩ người Mỹ bản xứ đã tạo ra gốm được biết đến rộng rãi trên toàn thế giới. Martinez (tên khai sinh là Maria Poveka Montoya), chồng của cô là Julian.
Martinez đến từ San Ildefonso Pueblo, một cộng đồng nằm 20 dặm về phía tây bắc của Santa Fe, New Mexico. Khi còn nhỏ, cô đã học kỹ năng làm gốm từ cô của mình và nhớ lại điều này "học bằng cách nhìn" bắt đầu từ năm mười một tuổi, khi cô nhìn cô, bà nội và người anh em họ của cha mình làm đồ gốm trong những năm 1890. Trong thời gian này, đồ làm bằng sắt Tây Ban Nha và đồ tráng men Anglo đã trở nên có sẵn ở Tây Nam, làm cho việc tạo ra đồ gốm để làm dụng cụ nấu ăn truyền thống và các xô chậu bằng gốm trở nên ít cần thiết. Kỹ thuật làm gốm truyền thống đã bị mất, nhưng Martinez và gia đình cô đã thử nghiệm các kỹ thuật khác nhau nhằm giúp bảo tồn nghệ thuật văn hóa này.

## Thành tựu
Mặc dù đồ gốm màu đen nhận được rất nhiều thành công, huyền thoại thực sự đằng sau đồ gốm chính là Maria Martinez. Cô đã giành được nhiều giải thưởng và giới thiệu gốm của mình tại nhiều hội chợ thế giới và nhận được khoản tài trợ ban đầu từ National Endowment for the Arts để tài trợ cho hội thảo gốm Martinez vào năm 1973. Martinez đã truyền đạt kiến thức và kỹ năng của mình cho nhiều người khác bao gồm nhiều gia đình, phụ nữ khác và sinh viên trên thế giới. Khi cô còn là một cô gái trẻ, cô đã học cách trở thành một người thợ gốm bằng cách quan sát cô của cô, Nicolasa, làm đồ gốm. Trong thời gian mà cô phát triển những gì chúng ta bây giờ biết là phong cách San Ildefonso của đồ gốm truyền thống, cô đã học được nhiều từ Sarafina Tafoya. Vào năm 1932, cô được yêu cầu giảng dạy bởi trường chính phủ Ấn Độ ở Santa Fe, Martinez từ chối làm như vậy: "Tôi đến và tôi làm việc và họ có thể xem", cô nói. Các thành viên trong gia đình cô đã không dạy cô, và cô cũng sẽ không tự mình làm điều đó - "không ai dạy."